# Kukla József
P. Kukla József, Fr. Tarziciusz O.F.M. (Medgyesegyháza, 1898. augusztus 21. – Youngstown, Ohio, USA, 1948. május 18.) – ferences rendi szerzetes, tanító, amerikai magyar katolikus pap.

## Életútja
Medgyesegyházán született, 1989. augusztus 21-én. Középiskolát a medgyesi Ferencrendi Szemináriumban (1917), teológiát a vajdahunyadi Ferencrendi Hittudományi Intézetben (1921) végzett. Az erdélyi Ferences Rendtartomány tagja volt, melybe 1913. augusztus 24-én lépett be. 1920. augusztus 26-án tett ünnepélyes örökfogadalmat. 1921. július 10-én szentelték pappá. 
1923 környékén Csíksomlyón látott el lelkipásztori tevékenységet, ennek keretében a csángó magyarokat kereste fel.
Népszerű füzete az alkoholizmus ártalmairól A nagy veszedelem c. alatt a kolozsvári Szent Bonaventura nyomdában készült (Kolozsvár, 1933).
1929-ben kitelepült az Amerikai Egyesült Államokba, ahol 1929. augusztus 10-től 1930. november 1-ig  Szent István Egyházközség (South Bend, IN) káplánja, majd ettől a naptól 1939 júliusáig plébánosa volt. Ezután missziós papként utazza be az Egyesült Államokat. 1936 és 1941 között az akroni Katolikus Élet (Hungarian Catholic Life) felelős szerkesztője. 1941 és 1947 között a Katolikus Magyarok Vasárnapja hetilap szerkesztője. 
1948 elején átvette a Youngstown, OH-beli Magyarok Nagyasszonya-plébánia vezetését, de rövid időn belül meghalt.